# Општина Блежој (Прахова)
Блежој (рум. Blejoi) општина је у Румунији у округу Прахова.
Oпштина се налази на надморској висини од 181 m.